# Karol Bermúdez
Karol Bermúdez (geboren am 6. September 1941 in Santa Marta, Kolumbien) ist ein kolumbianischer Pianist. 

## Leben
Bermúdez begann seine Studien in Bogotá unter der Leitung von Elvira Pardo de Escobar. Mit einem Stipendium der nationalen Regierung reiste er in die Schweiz, wo er unter der Leitung von Franz Josef Hirt 1959 das Konzertdiplom mit Auszeichnung (Cum Laude) erwarb.
Später setzte seine Studien am Pariser Konservatorium in der Klasse von Yvonne Lefébure fort. Im Jahr 1963 erhielt er den ersten Preis für Klavier und Kammermusik des Pariser Konservatoriums sowie vier weitere Auszeichnungen, darunter die Medaille für Blattspiel. Im selben Jahr nahm er eine Schallplatte mit Werken von Chopin, dem guatemaltekischen Komponisten Ricardo Castillo und dem französischen Avantgarde-Komponisten Georges Hugon auf.
Zehn Jahre später reiste er in die Sowjetunion, wo er mehrere Jahre am Tschaikowski-Konservatorium in Moskau bei Gleb Axelrod Klavier und bei Boris Haikin Orchesterleitung studierte.
Im Jahr 1975 wurde er vom Instituto Colombiano de Cultura (Colcultura) nach Argentinien entsandt, um Kolumbien zu vertreten. Unter der Leitung von Hans Swarowsky nahm er an einem von der Organisation Amerikanischer Staaten geförderten Spezialkurs für lateinamerikanische Orchesterleiter teil.
Als Pianist trat er in Solo-Rezitalen, mit Orchester, in Kammermusikformationen sowie als Begleiter in der Schweiz, Frankreich, der Sowjetunion und den wichtigsten Städten Kolumbiens auf. Zudem war er als Gastdirigent tätig, unter anderem für die Orchester des Teatro Colón in Buenos Aires, die Philharmonie von Bogotá und die Sinfonie von Kolumbien. Er war auch Chefdirigent der Sinfonischen Blasorchester von Bogotá und Boyacá, mit denen er bedeutende Werke uraufführte, darunter die Serenade und die Fünfte Sinfonie von Vincent Persichetti sowie die "Slava!"-Ouvertüre von Leonard Bernstein.
Bermúdez ist Autor des überarbeiteten Klavierprogramms der Universidad Pedagógica Nacional in Bogotá.
Im November 2024 wurde Bermúdez im Rahmen der Konzertreihe „De Bach a Mozart“ des Órquesta Sinfónica Nacional de Colombia mit einer Hommage geehrt.